# Lata czterdzieste. Dyktanda
Lata czterdzieste. Dyktanda – zbiór opowiadań Stanisława Lema po raz pierwszy wydany nakładem Wydawnictwa Literackiego w roku 2005 jako 33. tom (ostatni) „Dzieł zebranych” autora. Posłowie napisał Jerzy Jarzębski.
Antologia zawiera w większości niepublikowane poza czasopismami opowiadania napisane w latach 40., dwa rozdziały z powieści Czas nieutracony, dyktanda wymyślane dla siostrzeńca żony pisarza – Michała Zycha – oraz wiersze pisane w młodości.
W późniejszym wydaniu Dzieł wydawnictwa Agora młodzieńcze opowiadania (w tym brakujące w wydaniu Wydawnictwa Literackiego opowiadanie Siostra Barbara) i wiersze zawarto w tomie Człowiek z Marsa. Opowiadania młodzieńcze. Wiersze, zaś dyktanda w tomie Sknocony kryminał.

## Spis utworów
Proza:
- Operation Reinhardt (Czas nieutracony, część II – Wśród umarłych, 1949)
- V nad Londynem („Żołnierz Polski” 1947)
- Plan Anti-V („Co Tydzień Powieść” 1947)
- D-Day („Żołnierz Polski” 1947)
- KW-1 („Kuźnica” 1946)
- Obcy („Tygodnik Powszechny” 1946)
- Miasto atomowe („Żołnierz Polski” 1947)
- Człowiek z Hiroszimy („Żołnierz Polski” 1947)
- Koniec świata o ósmej („Co Tydzień Powieść” 1947, Dzienniki gwiazdowe 1957)
- Trust Twoich Marzeń („Co Tydzień Powieść” 1948)
- Historia o wysokim napięciu („Co Tydzień Powieść” 1948)
- Dyżur doktora Trzynieckiego (Czas nieutracony, część III – Powrót, 1950)
- Dzieje jednego odkrycia („Tygodnik Powszechny” 1946)

Wiersze młodzieńcze: (po raz pierwszy w Wysoki Zamek. Wiersze młodzieńcze 1975)
- *** (Nie wiem, czy ręka ślepca...)
- Beethoven, Symfonia piąta
- List miłosny
- Małe wiersze
- Valse Triste
- Z cyklu „Owady”
- *** (W ścieżkach orlich...)
- *** (Gołębie wpisywały...)
- Cmentarz polny
- Triolet
- Piątką przez Kraków
- Miłość

Dyktanda: (po raz pierwszy w Dyktanda czyli… 2001)
- Tydzień pierwszy
- Tydzień drugi
- Tydzień trzeci
- Tydzien czwarty

## Lista utworów nieopublikowanych
W latach czterdziestych młody Stanisław Lem pisał „dla chleba” opowiadania o tematyce wojennej oraz fantastycznej i publikował je w różnych czasopismach. Oto lista tych opowiadań ze wspomnianego okresu, które nie znalazły się w omawianym zbiorze:
- „Odra” - Hauptsturmführer Koestnitz (1946);
- „Kuźnica” - Placówka (1946);
- „Żołnierz Polski” - Nowy (1946), Spotkanie w Kołobrzegu (1946);
- „Tygodnik Powszechny” - Ogród ciemności (1947);
- „Kocynder” – Ballada w morał zaopatrzona (1946)